# Замостье (Гатчинский район)
Замо́стье (фин. Saamusti) — деревня в Гатчинском муниципальном округе Ленинградской области.

## История
Деревня Замостье упоминается среди населённых пунктов Никольского Грезневского погоста по переписи 1500 года.
Затем как пустошь Samostia Ödhe в Грезневском погосте в шведских «Писцовых книгах Ижорской земли» 1618—1623 годов.
Замостье (лат. Samosco) упоминается на карте Ливонии атласа Блау 1654 года.
На карте Ингерманландии А. И. Бергенгейма, составленной по материалам 1676 года, обозначена как деревня Samosia.

ЗАМОСТЬЯ — деревня Вырской мызы, принадлежит Марии Федотовне Данауровой, действительной тайной советнице и кавалерственной даме, число жителей по ревизии: 54 м. п., 55 ж. п.  (1838 год)

На этнографической карте Санкт-Петербургской губернии П. И. Кёппена 1849 года она обозначена как деревня «Samosti», расположенная в ареале расселения савакотов. В пояснительном тексте к этнографической карте она записана как деревня Samosti (Замостье) и указано количество населявших её ингерманландских финнов по состоянию на 1848 год: савакотов — 11 м. п., 7 ж. п., всего 18 человек.

ЗАМОСТЬЕ — деревня тайного советника Донаурова, по просёлочной дороге, число дворов — 20, число душ — 50 м. п. (1856 год)

Согласно «Топографической карте частей Санкт-Петербургской и Выборгской губерний» в 1860 году деревня называлась Замостье и состояла из 18 крестьянских дворов.

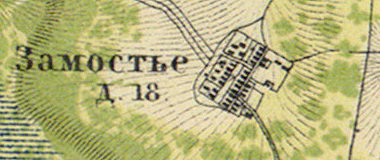
План деревни Замостье. 1860 год

ЗАМОСТЬЕ — деревня владельческая при реке Вырке, число дворов — 19, число жителей: 69 м. п., 73 ж. п. (1862 год)

В 1863—1871 годах временнообязанные крестьяне деревни выкупили свои земельные наделы у М. А. Быковой и стали собственниками земли.
В конце XIX — начале XX века деревня административно относилась к Рождественской волости 2-го стана Царскосельского уезда Санкт-Петербургской губернии. Население деревни было смешанным — финско-русским.
В 1904 году в деревне открылась школа. Учителем в ней работала «мадемуазель Шталь (эстонка)».
В 1913 году деревня насчитывала 22 двора.
С 1917 по 1923 год деревня Замостье входила в состав Грязненского сельсовета Рождественской волости Детскосельского уезда.
С 1922 года в составе Даймищенского сельсовета.
С 1923 года в составе Гатчинского уезда.
С 1924 года в составе Вырского сельсовета.
Согласно данным переписи населения СССР 1926 года в деревне Замостье Вырского сельсовета Рождественской волости Троцкого уезда проживали 205 человек, русские и финны.
С 1927 года в составе Гатчинского района.
С 1928 года в составе Меженского сельсовета. В 1928 году население деревни Замостье также составляло 205 человек.
С 1930 года в составе Рождественского сельсовета.
По данным 1933 года деревня Замостье входила в состав Рождественского сельсовета Красногвардейского района.

План деревни Замостье. 1939 год

Согласно топографической карте 1939 года деревня насчитывала 47 дворов.
Деревня была освобождена от немецко-фашистских оккупантов 30 января 1944 года.
В 1958 году население деревни Замостье составляло 172 человека.
По данным 1966, 1973 и 1990 годов деревня Замостье также входила в состав Рождественского сельсовета Гатчинского района.
В 1997 году в деревне проживали 66 человек, в 2002 году — 54 человека (русские — 91%), в 2007 году — 58, в 2010 году — 71.

## География
Деревня расположена в юго-западной части района на автодороге 41А-003 (Кемполово — Выра — Шапки).
Расстояние до административного центра поселения, села Рождествено — 4,5 км.
Расстояние до ближайшей железнодорожной станции Сиверская — 9 км.

## Демография
| 1862 | 2007 | 2010 | 2011 | 2017 |
| ---- | ---- | ---- | ---- | ---- |
| 142  | ↘58  | ↗71  | ↘54  | ↘51  |

### Национальный состав
Согласно данным Всероссийской переписи населения 2021 года в деревне проживали 110 человек, из них:
 русские — 103, таджики — 5, чуваши — 1, один человек национальность не указал.

## Транспорт
От Сиверской до Замостья можно доехать на автобусе № 502.